# スティーブ・ジャクソン (小説家)
スティーブ・ジャクソン（Steve Jackson, 1969年 - ）は、スコットランドのアーブロース出身のスリラー作家である。

## 経歴
ジャクソンはカーヌスティの町で幼少期を過ごした。11歳のときにグロスターシャーのストラウドに移った。彼はハートフォードシャーのセント・オールバンズで暮らした。
学校を離れた後、ジャクソンはジャーナリズムの世界に入った。彼はマールボロー・タイムズで最初の仕事に就き、続いてストラウド・ニュース・アンド・ジャーナルに勤めた。1990年代、彼は急進的な方向転換を行った。幼いころから熱心なギタリストであった彼は、この先の10年間のほとんどをミュージシャンとして生きてみたいと思っていた。この間、彼は多数のバンドで演奏していた。彼はレコーディング・エンジニアとしても働いていた。
20世紀の末から、ジャクソンはフィクション作品の執筆を始めた。処女作『ザ・メンター』は2006年10月にハーパーコリンズ社から出版された。この本ではMI6諜報員ポール・アストンを紹介している。『ザ・メンター』の導入部はロンドン地下鉄の爆破である。ポール・アストンを扱った2作目『ザ・ウォッチャー』は2008年末に出版された。
スティーブ・ジャクソンはまた、Facebookの大規模グループ「Six Degrees Of Separation - The Experiment」を立ち上げたことでも知られている。このグループは六次の隔たりが実際に真実であることを証明するための実験のために作られた。彼は『ザ・ウォッチャー』において、このグループのデータを使用する計画を立てている。